# تزریق کشنده

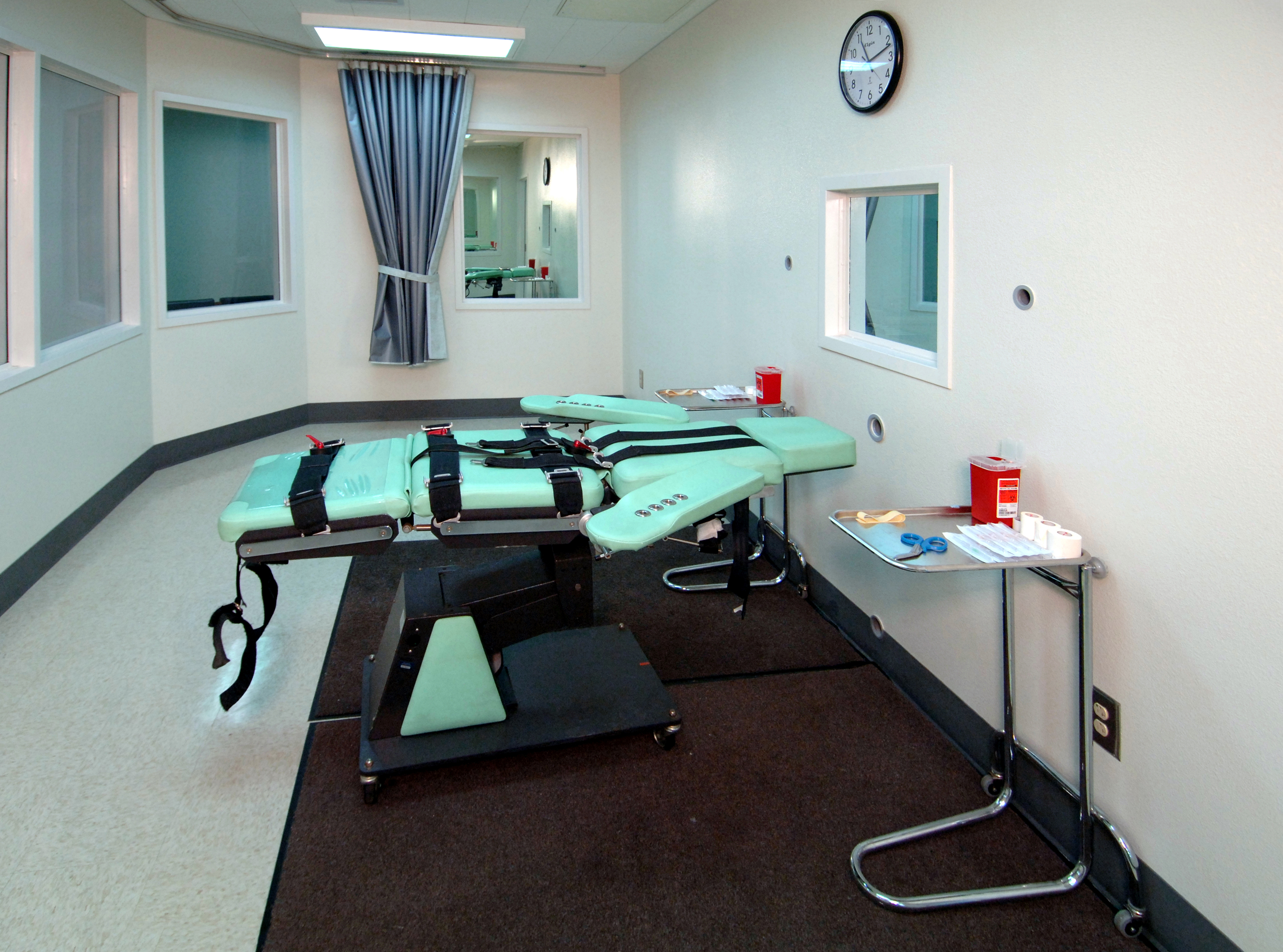
اتاق اعدام در زندان ایالتی سن کوئنتین در کالیفرنیا

تزریق کشنده (به انگلیسی: Lethal injection) به کشتن افراد از طریق تزریق بیش از حد دارو یا سم گفته می‌شود. این روش بیشتر به عنوان نوعی از اعدام استفاده می‌شود ولی گاهی از آن در اتانازی نیز استفاده می‌شود. این روش به عنوان جانشین روش‌های دیگر اعدام ازجمله تیرباران و دار زدن و خفگی با گاز، به عنوان روشی انسانی تر مطرح شده‌است.

## تاریخچه
تاریخچه پیشنهاد تزریق مرگبار به عنوان نوعی از اعدام به اواخر قرن نوزدهم برمی گردد. آلمان نازی در دوره جنگ جهانی دوم از این روش به صورت گسترده در کنار روش‌های دیگر کشتار استفاده می‌کردند.

## روش
مواد سدیم ساپیونتال (داروی بیهوش کننده)، پانکرودیم برمید (فلج‌کننده وباز دارنده تنفس) و پتاسیم کلرید (باز دارنده ضربان قلب) به ترتیب به فرد اعدامی تزریق می‌شود. یک دستگاه ثبت ضربان قلب به شخص اعدام شونده متصل می‌باشد تا زمان مرگ مشخص شود.

## مخالفان
مخالفان استفاده از این روش معتقدند هستند که این روش همیشه کم درد نمی‌باشد و در برخی مواردآسیب‌های جسمانی و ذهنی فراوانی به همراه دارد. سازمان عفو بین‌الملل، پزشکان و پرستاران که در این اقدام همکاری می‌کنند را ناقض سوگند نامه پزشکی خود خوانده‌است. یک پژوهش منتشر شده در آمریکا نیز نشان می‌دهد که درصد میزان تأثیر ماده بیهوش‌کننده متناسب با وزن و قد افراد تغییر می‌کند و در نتیجه برخی از افراد سنگین‌وزن ممکن است تا پایان مرحله اعدام بیهوش نشوند و درد داشته باشند. برخی از افراد پیشنهاد دادند که تنها از ماده بیهوش‌کننده به جای ترکیب سه ماده استفاده شود ولی مسئولان امر با رد این موضوع اعلام کردند که درصورت استفاده از یک ماده ممکن است اعدام ۴۵ دقیق طول بکشد درحالی که متوسط زمان اعدام به وسیلهٔ تزریق سه ماده تنها ۱۱ دقیقه می‌باشد.

## طرفداران
برخی ازمقامات قضایی آمریکا معتقدند که این روش انسانی‌ترین روش اعدام در بین روش‌های موجود می‌باشد. مقامات قضایی جمهوری خلق چین ضمن تآکید به استفاده هرچه بیشتر از این روش اعلام کردند که این روش انسانی تر از روش معمولی اعدام درچین یعنی تیر باران باشد.